# Callicera christiani
Callicera christiani är en tvåvingeart som beskrevs av Ghorpade 1982. Callicera christiani ingår i släktet bronsblomflugor, och familjen blomflugor. Inga underarter finns listade i Catalogue of Life.